# آ دان
آ دان (به لاتین: A Don) در لائوس است که در استان سکونگ واقع شده‌است.